# Villa Colonna Bandini
La villa Colonna Bandini è una struttura ubicata sui Colli Aminei a Napoli.
Costruita dai Borbone all'inizio dell'800 come casino di caccia corollario di palazzo Capodimonte, divenne proprietà dei Colonna nel 1829 per volontà della principessa Bianca Doria Colonna di Avella.
In quel periodo venne ristrutturata dall'architetto fiorentino Antonio Niccolini.
La facciata principale situata a sud presenta un colonnato ed un timpano prospiciente il giardino terrazzato. Il parco della villa è composto da essenze arboree provenienti anche dal Cile, dal Messico e dal Sud Africa.